# Ахвеноя
Ахвеноя — река в Мурманской области России. Протекает по территории Кандалакшского района. Левый приток реки Тунтсайоки.
Длина реки составляет 16 км.
Берёт начало на северном склоне горы Кенккуривара, близ истока реки Нора. Протекает по лесной, местами заболоченной местности. Питание в основном снеговое. Впадает в Тунтсайоки в 101 км от устья.
Название реки образовано из карельских слов ахвен (ср. фин. Ahven: окунь) и оя — «ручей».

## Данные водного реестра
По данным государственного водного реестра России относится к Баренцево-Беломорскому бассейновому округу, водохозяйственный участок реки — Ковда от Кумского гидроузла до Иовского гидроузла. Речной бассейн реки — бассейны рек Кольского полуострова и Карелии.
Код объекта в государственном водном реестре — 02020000512102000000955.